# Kristoffer Jacob Andersen
Kristoffer Jacob Andersen / Kristoffer J. Andersen (født 1974) er en dansk børne- og ungdomsforfatter. Han er blandt andet kendt for serien Summoner og har skrevet flere bøger i samarbejde med youtuber Niki Topgaard.

## Liv
Kristoffer Jacob Andersen har skrevet børne- og ungdomsbøger siden 2011. Udover at være forfatter er han uddannet skolelærer. Kristoffer Jacob Andersen er far til to børn, gift og bor i Rødovre.

## Priser
- 2012 - 3. plads i Drengenes litteraturpris med novellen Ninja
- 2021 Orlaprisen - Bogen der fik mig til at grine - med Bamser, bomber og brødristere